# 음선정요

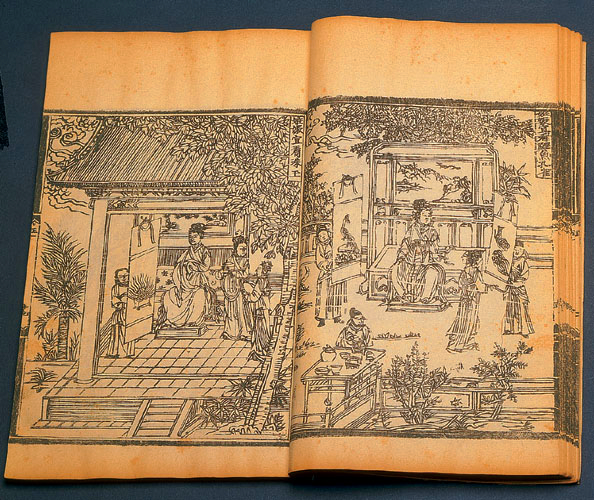
음선정요

《음선정요》(飮膳正要)는 1330년 원나라의 흘사혜(忽思慧)가 지은 요리책이다. 흘사혜는 원 문종의 궁정에서 요리를 담당하던 음선태감으로 생몰년은 알려져 있지 않다.

## 배경

### 시대적 배경
오늘날의 베이징인 당시 원나라 수도 대도(大都)는 그야말로 국제적인 도시였다. 육상과 해상을 통해 유라시아 전역과 교역 네트워크가 구축되어 있었고 마르코 폴로나 이븐 바투타가 중국을 방문한 것도 이즈음의 일이다. 이런 사정으로 당근과 같은 새로운 식재료가 대도에 모였다. 《음선정요》는 당근을 호나복(胡蘿蔔, 서방에서 온 큰 뿌리 채소)으로 기록하고 있다.
지은이 흘사혜는 몽골인이라고 알려져 있지만 서아시아의 식재료를 자세히 소개하고 있어서 회회인으로 여기는 경우도 있다. 당시 원나라는 위구르인과 같은 중앙아시아 사람들을 색목인이라 부르며 여러 관직에 등용하였다.

### 사상적 배경
《음선정요》는 단순히 요리법만을 소개하는 책이 아니라 요리를 통해 건강을 지킨다는 약선(藥膳) 사상을 배경으로 집필되었다. 음식과 약이 같은 근원을 갖는다는 식약동원(食藥同原)의 사상은 중국을 비롯한 동아시아 전반에 걸친 오래된 믿음이다. 이를테면 흘사혜는 《음선정요》에서 귤은 구역질을 멎게 한다고 기록하고 있다.  이러한 믿음을 바탕으로 하는 약선요리는 21세기에 들어선 오늘날 까지도 꾸준히 사람들의 관심을 받는다. 이를테면 푸른 채소는 간장에 좋다는 식이다. 물론 음식이 필수 영양소를 제공하기는 하지만 이런 믿음을 맹신하면 필요한 치료를 거부하거나 오히려 몸에 해를 줄 수 있다.

## 내용
《음선정요》에는 베이징덕과 같은 여러 요리법이 소개되어 있으며 각각의 음식이 주는 의학적 효용을 설명한다.
《음선정요》가 다루는 음식은 중국 각지를 비롯하여, 중앙아시아, 고려와 일본 등의 동아시아 지역에서 들여온 재료 등을 망라하여 당시 문물의 교류를 알 수 있게 해 준다. 원나라는 각지의 새로운 식재료와 조리법을 받아들였을 뿐만 아니라 이 책이 보이는 조리법과 같이 이를 융합하였고 다시 고려와 같은 주변 국가에 전파하였다.

## 영향
《음선정요》는 특히 동아시아 지역에 약선 사상을 전파하였다. 특히 고려는 말기에 원나라 공주들을 왕비로 맞으며 원나라의 문화와 음식들이 크게 유입되었으며 이에 따라 궁중 음식 역시 원나라의 것에 많은 영향을 받았다. 조선시기에 들어와서도 《음선정요》는 중요한 약선 자료로 이용되었으며, 이러한 흐름은 이후 《향약구급방》과 《동의보감》의 편찬에도 영향을 주어 후대의 의서들이 약선을 다루게 된 배경이 되었다.

## 같이 보기
- 음식디미방